# Park flyer

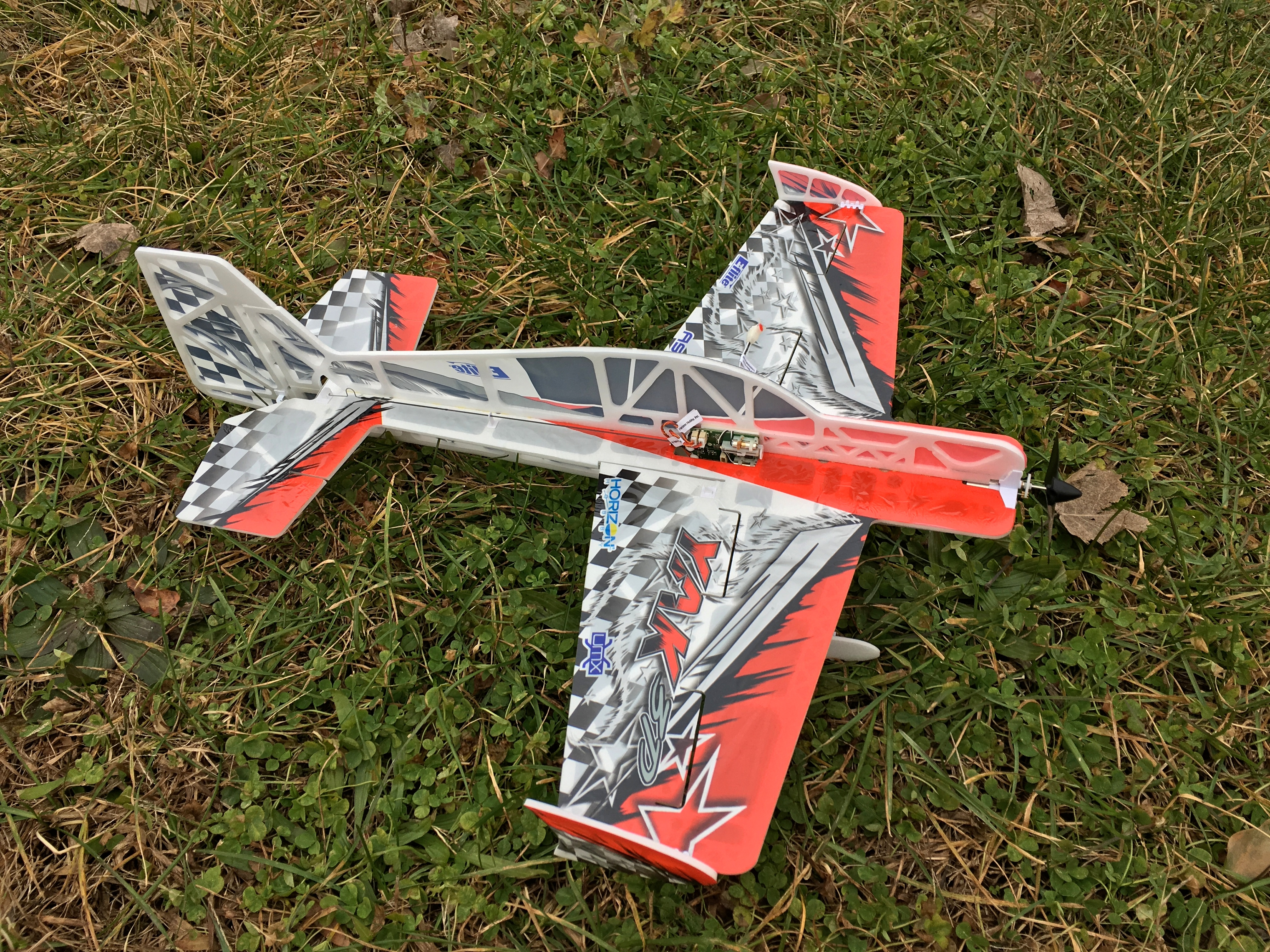
E-flite UMX Yak 54 3D

Le terme Park flyer désigne une catégorie de petits avions radiocommandés, essentiellement électriques, ainsi nommés parce que leur taille permet d'en exploiter certains dans les limites d'un grand parc public. Les plus lents avions sont appelés micro-avions, et sont suffisamment lents et dociles pour voler dans un espace clos comme un gymnase ou même un salon, tandis que d'autres nécessitent l'espace ouvert nécessaire aux modèles plus grands en raison de leur taille et/ou de leur vitesse. 